# Tour de Tenerife
Le Tour de Tenerife (en espagnol : Vuelta a Tenerife) est une course cycliste par étapes espagnole disputée à Tenerife, aux îles Canaries . Plus prestigieux événement cycliste de l'île, il est organisé pour la première fois en 1956,.
En 2020, la course est annulée pour la première fois de son histoire en raison de la pandémie de Covid-19.

## Palmarès
| Année     | Vainqueur                     | Deuxième                | Troisième               |
| --------- | ----------------------------- | ----------------------- | ----------------------- |
| 1956      | Manuel Brito Marichal         |                         |                         |
| 1957      | Manuel Brito Marichal         |                         |                         |
| 1958      | Esteban González Quintero     |                         |                         |
| 1959      | Esteban González Quintero     |                         |                         |
| 1960      | Résultats inconnus            | Résultats inconnus      | Résultats inconnus      |
| 1961      | Esteban González Quintero     |                         |                         |
| 1962      | Toñín Salas                   |                         |                         |
| 1963      | Sebastián Berriel             |                         |                         |
| 1964      | Sebastián Berriel             |                         |                         |
| 1965-1966 | Résultats inconnus            | Résultats inconnus      | Résultats inconnus      |
| 1967      | Toñín Salas                   |                         |                         |
| 1968      | Tomás Amador                  |                         |                         |
| 1969      | Résultats inconnus            | Résultats inconnus      | Résultats inconnus      |
| 1970      | Tomás Amador                  |                         |                         |
| 1971-1978 | Résultats inconnus            | Résultats inconnus      | Résultats inconnus      |
| 1979      | José Manuel González Espinosa |                         |                         |
| 1980      | José Manuel González Espinosa |                         |                         |
| 1981-1982 | Résultats inconnus            | Résultats inconnus      | Résultats inconnus      |
| 1983      | Jesús Miguel López            |                         |                         |
| 1984-1985 | Résultats inconnus            | Résultats inconnus      | Résultats inconnus      |
| 1986      | José Ramón Pérez              |                         |                         |
| 1987-1994 | Résultats inconnus            | Résultats inconnus      | Résultats inconnus      |
| 1995      | Juan Pedro González           |                         |                         |
| 1996      | José Enrique Gutiérrez        |                         |                         |
| 1997      | Résultats inconnus            | Résultats inconnus      | Résultats inconnus      |
| 1998      | Luis Diego Prior              | Ezequiel Mosquera       | Iñaki Isasi             |
| 1999      | Jorge Sedano                  | Joan Horrach            | Pedro Luis González     |
| 2000      | Santiago Pérez                | Manuel Calvente         | Cristian Sambi          |
| 2001      | Pedro Arreitunandia           | Juan Manuel Fuentes     | Volodymyr Savchenko     |
| 2002      | Joseba Albizu                 |                         |                         |
| 2003      | John Nilsson                  | Jesús Javier Ramírez    | Dailos Manuel Díaz (es) |
| 2004      | Víctor García                 | Dailos Manuel Díaz (es) | Iban Uberuaga           |
| 2005      | Víctor García                 | José de Jesús           | José Antonio Arroyo     |
| 2006      | Ismael Esteban                | Francisco Torrella      | Hertor Alexa Cruz       |
| 2007      | José Belda                    | Diego Tamayo            | Francisco Torrella      |
| 2008      | Antonio Olmo                  | José Belda              | Francisco Torrella      |
| 2009      | José Belda                    | Francisco Torrella      | Angelo Pagani           |
| 2010      | José Belda                    | Esteban Plaza (es)      | Israel Pérez            |
| 2011      | José Belda                    | César Fonte             | Bruno Silva             |
| 2012      | José Belda                    | Oleh Chuzhda            | Julien Loubet           |
| 2013      | Juan Pedro Trujillo           | Mathias Nothegger       | Marcos García Ortega    |
| 2014      | Marcos García Ortega          | Vicente González        | Mathias Nothegger       |
| 2015      | Euprepio Calo                 | Mathias Nothegger       | Yacomar García          |
| 2016      | Iván Martínez                 | Daniel Domínguez        | Adrián Trujillo         |
| 2017      | Erlend Sor                    | Umberto Marengo         | Adrián Trujillo         |
| 2018      | Eusebio Pascual               | Adrià Moreno            | Jorge Martín Montenegro |
| 2019      | Adrià Moreno                  | Romain Campistrous      | Florent Castellarnau    |
| 2020-2021 | non disputé                   | non disputé             | non disputé             |
| 2022      | Tom Martin                    | Tomás Miralles          | Alberto Álvarez         |